# Hámori Jenő
Hámori Jenő (Győr, 1933. augusztus 27. –) olimpiai bajnok kardvívó, biokémikus.

## Élete
1948-tól a Győri Vívó Klub, majd 1951-től a Budapesti Haladás kardvívója volt. 1954 és 1956 között szerepelt a magyar válogatottban. Az 1955. évi római világbajnokságon – a Gerevich Aladár, Hámori Jenő, Kárpáti Rudolf, Keresztes Attila, Kovács Pál, Palócz Endre összeállítású magyar kardcsapattal – világbajnoki címet, az 1956. évi nyári olimpiai játékokon – a Gerevich Aladár, Hámori Jenő, Kárpáti Rudolf, Keresztes Attila, Kovács Pál, Magay Dániel összeállítású magyar csapat tagjaként – olimpiai bajnoki címet nyert.
1956-ban néhány hónappal az olimpiai játékok előtt az Eötvös Loránd Tudományegyetemen vegyészoklevelet szerzett. Az olimpia után nem tért haza, részt vett a Sport Illustrated magazin három hónapos bemutató körútján, majd az Egyesült Államokban telepedett le. A sportolással nem hagyott fel, kétszer nyert amerikai bajnokságot, és az 1964-es tokiói olimpián az Amerikai Egyesült Államok kardcsapatának tagjaként vett részt. 1964-ben a Pennsylvania Egyetemen biokémiából PhD fokozatot szerzett. Ezután tanított a Cornell Egyetemen, a Deleware Egyetemen, majd  a New Orleans-i Tulane Egyetem Orvosi Karán a biokémia professzora lett. 2006-ban hazatért. 2003-tól az Eötvös Loránd Tudományegyetemen vendégprofesszorként biokémiából tart előadásokat.
A 2005-ös Katrina hurrikán pusztítását New Orleansben vészelte át. Több napon át ismeretlen volt a sorsa.

## Sporteredményei
- a magyar válogatott tagjaként:
  - olimpiai bajnok (csapat: 1956)
  - világbajnok (csapat: 1955)
  - főiskolai világbajnoki 2. helyezett (egyéni, csapat: 1954)
- az Amerikai Egyesült Államok válogatottjának tagjaként:
  - olimpiai 7. helyezett (csapat: 1964)

## Díjai, elismerései
- Csík Ferenc-díj (2018)[1]